# Patrice Énard
Pour les articles homonymes, voir Énard.
Patrice Énard est un cinéaste français né le 17 septembre 1945 à Bordeaux et mort le 1er juin 2008 à Paris. Il était également documentaliste-iconographe, théoricien et critique de cinéma.

## Biographie
Patrice Énard fréquente intensément la Cinémathèque Langlois dont il sort particulièrement admiratif des auteurs russes - spécialement de Dziga Vertov -, de l’école des Lumière et de la Nouvelle Vague. C’est là qu’il se forge la conception d’un cinéma actif et subversif, profondément politique. Après un passage par le CLCF, il réalise des films d’entreprise et des reportages sur le moto-cross. Il effectue son service militaire au Cinéma des Armées à Baden-Baden.
Il signe ses premiers courts métrages au milieu des années 1960. D’entrée de jeu, son style provocateur, dépouillé de toute psychologie, manifeste son appartenance à la génération qui sera aussi Mai 68. Investis d’une dialectique de la désobéissance, ses films n’auront de cesse de questionner leur immersion dans le contexte idéologique de leur époque pour mieux en sortir. C’est comme si le code génétique de l’Art du mouvement programmait à l’écran l’idée d’une révolution permanente.
L’œuvre du cinéaste est largement diffusée dans les circuits parallèles ainsi que dans les salles d’exploitation traditionnelle plus ouvertes, pendant ces années-là, à la nouveauté. De nombreux festivals, ayant fleuri un peu partout en Europe et en Amérique du Nord, l’accueillent également. En 1972, Patrice Énard fut Lauréat de la Ville de Belfort ; Joris Ivens lui remettra le Grand Prix du Festival international du jeune cinéma de Hyères en 1982.
À la manière des pionniers, Patrice Énard accompagne le plus souvent sa dernière réalisation pour en débattre avec le public. Il incite les spectateurs à compter sur leurs propres forces et à prendre le pouvoir par les caméras. Il aime à répéter : « Il n’y a pas plus de cinéastes que de films, c’est pour cela qu’il y a du cinéma » (« Pourquoi filmez-vous ? », Libération, hors-série, 1987).
Son nom est parfois associé à des collectifs comme Ciné-Golem (avec Philipe Bordier), qui programme un cinéma radicalement autre dans les premières années de Sigma à Bordeaux, ou Cinéma Différent (avec Marcel Mazé) et la Coopérative des cinéastes indépendants (avec Patrice Kirchhofer), à Paris. Cependant, son parcours de cinéaste avance contre toutes les chapelles. Il refuse le système et les étiquettes des courants ou des mouvements artistiques qu’il côtoie : contre-culture, jeune cinéma, avant-garde, expérimental… Il arrive en effet qu’il soit tout cela à la fois ou tour à tour mais, épris de liberté dans ses centres d’intérêt, il préfère l’autonomie et il continue de produire lui-même ses films.
Son expression cinématographique évoluera vers un cinéma d’analyse et de recherche fondamentale. Porté par une réflexion de plus en plus personnelle, il met au point son propre langage et le parfait selon le prisme d’une esthétique radicale et atypique. Ses trouvailles, son inventivité seront souvent une source d’inspiration formelle pour les publicités et les clips en mal d’idées. À propos de ses derniers films, on pourrait parler d’un cinéma de poésie. Il place la barre de plus en plus haut.
Son désir profond a toujours été d’exciter la curiosité, d’inviter à la connaissance par le biais de la grande image. Mais, au fil des années, son champ d’action dépassera celui de l’écran : il s’est notamment employé à créer un réseau de librairies du cinéma (Paris, Lyon, Bordeaux, Montpellier…). Pour mémoire, on citera la mythique librairie Cinédoc, dans le 9e arrondissement de Paris, qu’il avait remplie à ras-bord d’affiches, de photographies, de revues et de livres pour le jour de son ouverture, à la grande joie des cinéphiles et de ses deux associés barbus. 
D’abord documentaliste-iconographe et consultant spécialisé pour Ciné Choc, Fascination, Polar, Cinématographe, Star System, à partir de mars 1975, il est journaliste et rédacteur en chef de magazines de cinéma dont Sex Stars System, animé avec Britt Nini, Star System, Ciné Eros Star, Ciné Girl, Star Ciné Vidéo, Ciné-Films, Erostory Film… Son travail de journaliste témoigne aussi de sa prédilection pour les manifestations cinématographiques les plus extrêmes des années 1970-80. Il saluera, par exemple, la montée de l’érotisme, la naissance de la pornographie et du gore. Il portera ces genres vers la lumière, au fil de revues telles Sex Stars System ou Ciné Eros Stars. Les interviewes de Jacques Rig, l’un de ses pseudonymes, sont célèbres. L’appareil critique de son approche conduira ces supports populaires, malmenés par la censure, à devenir cultes.
L’Association Patrice Énard, créée à Paris en 2008, restaure et diffuse l’ensemble de son œuvre.

## Filmographie
- 1967 : 1967
- 1968 : 1968
- 1968 : Parcours
- 1969 : 1969
- 1970 : 1970
- 1970 : Différences et répétitions I
- 1971 : Différences et répétitions II
- 1971 : Différences et répétitions III
- 1972 : Le Cinéma en deux
- 1973 : La Parole en deux
- 1974 : Et (re-)flop !
- 1980 : La Vie en deux
- 1981 : Pourvoir
- 1982 : Pourrire (inachevé)

## Écrits et ouvrages
- Histoire(s) de la télé, Histoire (est-ce) du cinéma ? Patrice Enard, Cinémaction no 109 (Où en est le God-Art ?), dirigé par René Prédal, Corlet-Télérama, 4e trimestre 2003, Paris
- Quelques raisons de résister à un cinéma multinational, Patrice Enard, Cinémaginaire, Argelès, 1998
- Les Cris de l’image, Patrice Enard, Godard : Télévisions / Écritures, coordonné par Daniel Busto et Jean-Marie Touratier, Galilée, Paris, 1979
- La Boîte de Pandore, Patrice Enard, Cinématographe no 42, 1978
- Entre/prise de/vue, Patrice Enard, Ça cinéma, Paris, mai 1974